# Trou lamellaire

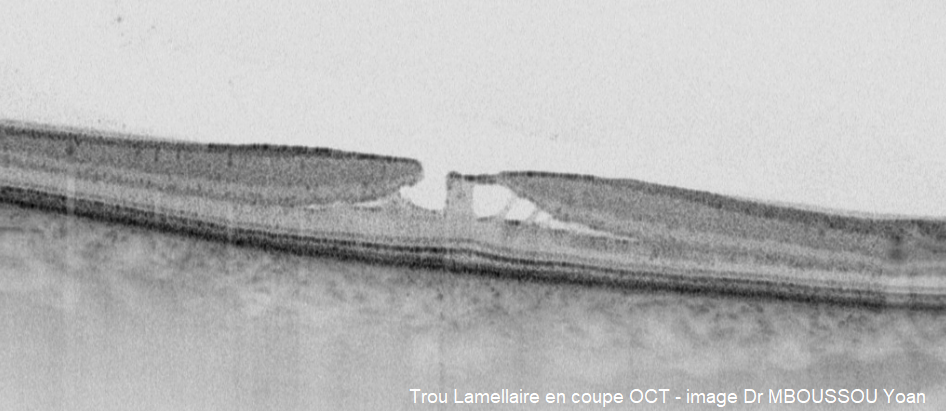
Trou lamellaire en coupe OCT

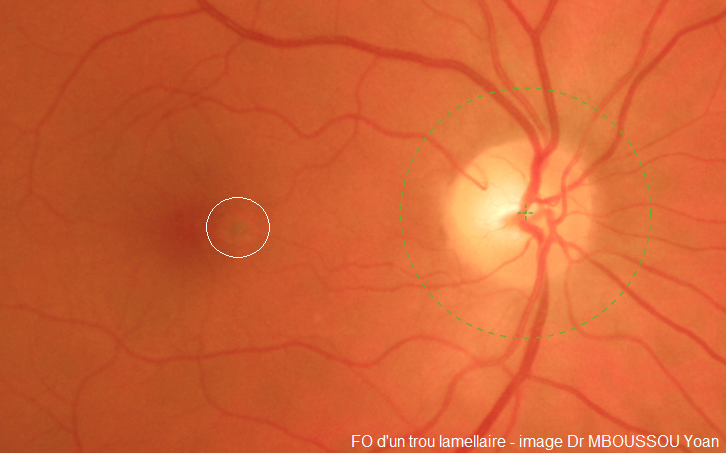
Fond d’œil d'un trou lamellaire

Le trou lamellaire est un défect rétinien qui n'intéresse que les couches internes de la rétine. Il peut résulter d'une traction vitréo-rétinienne ancienne ou d'un processus dégénératif. Il est généralement de meilleur pronostic qu'un trou maculaire complet. Cliniquement, il peut exister un syndrome maculaire ; l’aspect du fond d’œil peut évoquer un trou avec un aspect arrondi et orangé, mais sans atrophie au fond du trou ni ligne grisée de soulèvement rétinien des bords du trou,.
Il ne faut pas confondre le trou lamellaire au pseudo trou maculaire qui est due à la verticalisation des bords de la dépression fovéolaire à la suite de la rétraction d'une membrane épimaculaire,.